# Bohdan Šeršun
Bohdan Šeršun (ukrajinsky Богдан Миколайович Шершун, (14. května 1981, Chmelnyckyj – 7. ledna 2024) byl ukrajinský fotbalista, střední obránce.

## Fotbalová kariéra
Začínal v týmu FK Dnipro Dněpropetrovsk. Dále hrál za PFK CSKA Moskva, se kterým získal dva ruské mistrovské tituly a jedno vítězství v ruském fotbalovém poháru. Od roku 2005 hrál opět ukrajinskou ligu postupně za FK Dnipro Dněpropetrovsk, FK Arsenal Kyjev, FK Kryvbas Kryvyj Rih a FK Volyň Luck. V Evropské lize UEFA nastoupil ve 13 utkáních a dal 1 gól. Za ukrajinskou reprezentaci nastoupil v letech 2003–2006 ve 4 utkáních.

## Ligová bilance
| Ročník                       | Zápasy | Góly | Klub                     |
| ---------------------------- | ------ | ---- | ------------------------ |
| 1. ukrajinská liga 1997/1998 | 3      | 0    | FK Dnipro Dněpropetrovsk |
| 1. ukrajinská liga 1998/1999 | 21     | 0    | FK Dnipro Dněpropetrovsk |
| 1. ukrajinská liga 1999/2000 | 17     | 0    | FK Dnipro Dněpropetrovsk |
| 1. ukrajinská liga 2000/2001 | 7      | 0    | FK Dnipro Dněpropetrovsk |
| 1. ukrajinská liga 2001/2002 | 4      | 0    | FK Dnipro Dněpropetrovsk |
| 1. ruská liga 2002           | 17     | 1    | PFK CSKA Moskva          |
| 1. ruská liga 2003           | 27     | 1    | PFK CSKA Moskva          |
| 1. ruská liga 2004           | 14     | 0    | PFK CSKA Moskva          |
| 1. ruská liga 2005           | 1      | 0    | PFK CSKA Moskva          |
| 1. ukrajinská liga 2005/2006 | 23     | 1    | FK Dnipro Dněpropetrovsk |
| 1. ukrajinská liga 2006/2007 | 29     | 1    | FK Dnipro Dněpropetrovsk |
| 1. ukrajinská liga 2007/2008 | 27     | 1    | FK Dnipro Dněpropetrovsk |
| 1. ukrajinská liga 2008/2009 | 6      | 0    | FK Dnipro Dněpropetrovsk |
| 1. ukrajinská liga 2008/2009 | 13     | 2    | FK Arsenal Kyjev         |
| 1. ukrajinská liga 2009/2010 | 23     | 0    | FK Arsenal Kyjev         |
| 1. ukrajinská liga 2010/2011 | 26     | 0    | FK Arsenal Kyjev         |
| 1. ukrajinská liga 2011/2012 | 9      | 1    | FK Arsenal Kyjev         |
| 1. ukrajinská liga 2012/2013 | 8      | 1    | FK Kryvbas Kryvyj Rih    |
| 1. ukrajinská liga 2013/2014 | 21     | 1    | FK Volyň Luck            |
| CELKEM 1. ukrajinská liga    | 195    | 8    |                          |
| CELKEM 1. ruská liga         | 60     | 2    |                          |